# Miss Universo Brasil 2025
O Miss Universo Brasil 2025 (também Miss Brasil 2025) foi a 71ª edição do concurso Miss Brasil para a concurso internacional Miss Universo. O evento final aconteceu no Coliseu Convenções, em São Paulo, em 13 de fevereiro de 2025, tendo Gabriela Lacerda, do Piauí, como vencedora. Com o título, a piauiense ganhou o direito de ir ao Miss Universo 2025, mas em julho de 2025 foi anunciado que a franquia tinha novos donos, deixando incerta a participação de Lacerda no concurso internacional.

## Contexto
O Miss Universo Brasil, também chamado simplesmente de Miss Brasil, é o concurso de beleza que anualmente elege a representante do Brasil para o Miss Universo. Realizado desde 1954, é considerado o mais tradicional entre os diversos Miss Brasil realizados, incluindo o Miss Mundo Brasil, que elege a candidata que vai ao Miss Mundo.
Em 6 de julho de 2020, quando o empresário gaúcho Winston Ling comprou a franquia, o concurso foi renomeado para Miss Universo Brasil para se adequar a uma nova estratégia da MUO, que estava renomeando desde então todos os concursos nacionais para que seguissem um padrão, adicionando a palavra Universo ao nome. 

## Concurso
O concurso Miss Brasil Universo 2025 foi o segundo Miss Universo Brasil realizado por Gerson Antonelli, que havia adquirido a franquia também para 2024.

### Antecedentes
Logo após o Miss Universo 2024, a então Miss Brasil Luana Cavalcante fez um comunicado nas redes sociais sobre ter sido proibida por Antonelli de fazer determinadas postagens, o que ela chamou de "restrições injustas". O caso repercutiu entre fãs e a imprensa e desde então se especulou que ela não estaria na final para coroar sua sucessora em 2025.
O concurso também foi, inexplicavelmente, antecipado para fevereiro - tradicionalmente acontecia em meados do ano - e por isto todas as representantes estaduais tiveram que ser indicadas. Vinte e quatro (24) estados enviaram representantes, com as abstenções do Distrito Federal, Rio de Janeiro e Roraima.

### Final
Luana Cavalcante, como previsto, não esteve presente, tendo Ieda Maria Vargas, Miss Universo 1963, coroado Gabriela Lacerda em evento transmitido pelo You Tube.

## Vencedoras
| Posição     | Estado e nome |
| ----------- | --- |
| Miss Brasil | - Piauí — Gabriela Lacerda |
| Vice        | - Rio Grande do Sul – Aline Fritsch |
| 3º lugar    | - Espírito Santo — Ana Carolina Ceolin |
| Top 6       | - Mato Grosso do Sul — Érica Cássia Gonçalves - Paraná – Paula Assunção - Sergipe – Saiury Carvalho |
| Top 14      | - Amazonas – Roci Pankov - Ceará – Bruna Ramos del Nero - Mato Grosso – Naila Bózzio - Minas Gerais – Victória Weitzel - Pará – Raquel Albuquerque - Pernambuco – Jade Di Lêu - Santa Catarina – Emanuele Pamplona - São Paulo – Karoline de Morais |

## Concorrentes
| Estado              | Candidata                          | Idade* | Cidade*       |
| ------------------- | ---------------------------------- | ------ | ------------- |
| Acre                | Layane Castro Veríssimo            | 22     | Rio Branco    |
| Alagoas             | Hellyen Fusco                      | 37     | Maceió        |
| Amapá               | Caroline Calderón Soares           | 37     | Macapá        |
| Amazonas            | Rocicleide da Silva Souza Pankov   | 36     | Manaus        |
| Bahia               | Leidiane Montes Conceição          | 32     | Madre de Deus |
| Ceará               | Bruna Ramos del Nero               | 39     | Fortaleza     |
| Espírito Santo      | Ana Carolina Ceolin Comério        | 30     | Linhares      |
| Goiás               | Thaynara Fernandes Silva           | 31     | Anápolis      |
| Maranhão            | Nagiely Almeida dos Santos         | 26     | Buriticupu    |
| Mato Grosso do Sul  | Érica Cássia Gonçalves da Silva    | 37     | Campo Grande  |
| Mato Grosso         | Naila Gabrielli Bózzio Veiga       | 30     | Querência     |
| Minas Gerais        | Victória Ananda Weitzel Martínez   | 31     | Uberaba       |
| Pará                | Raquel Moraes Albuquerque          | 28     | Marituba      |
| Paraíba             | Laíla Marian Ribeiro Alves Coelho  | 28     | João Pessoa   |
| Paraná              | Paula Fernanda Assunção            | 31     | Foz do Iguaçu |
| Pernambuco          | Jade de Paula Araújo Di Lêu        | 27     | Recife        |
| Piauí               | Maria Gabriela Silva Lacerda       | 24     | Teresina      |
| Rio Grande do Norte | Regiane Meire Araújo do Nascimento | 29     | Nova Cruz     |
| Rio Grande do Sul   | Aline Anthéia Camargo Fritsch      | 26     | Lagoão        |
| Rondônia            | Cristina de Souza Leite            | 51     | Porto Velho   |
| Santa Catarina      | Emanuele Regina Pamplona           | 32     | Gaspar        |
| São Paulo           | Karoline Aline de Morais Daniel    | 34     | Guarulhos     |
| Sergipe             | Saiury Carvalho dos Santos         | 36     | Aracaju       |
| Tocantins           | Esline Ferreira da Silva           | 30     | Palmas        |

Notas: A idade se refere à idade quando a candidata foi eleita em seu estado; a cidade se refere ao município que a candidata representou

## Trivia
- Seis concorrentes não nasceram no estado que representam: Caroline Fernandes (Amapá) nasceu em Brasília; Hellyen Fusco (Alagoas) é paulista; Bruna Del Nero (Ceará) é natural de Mogi das Cruzes, estado de São Paulo; Érica Cássia (Mato Grosso do Sul) nasceu em Nova Odessa, estado de São Paulo; Laila Marian (Paraíba) nasceu em Natal, Rio Grande do Norte; e Cristina Leite (Rondônia) é paulista.
- Roci Pankov (Amazonas) já havia tentado o título regional antes, no Miss Universo Amazonas 2015, mas terminou como 4ª vice-campeã.
- Ana Carolina Ceolin (Espírito Santo) ficou em 1º lugar no Miss Universo Espírito Santo 2024.
- Thaynara Fernandes (Goiás) disputou o Miss Universo Brasil 2015 e terminou como uma das semifinalistas do Top 10.
- Nagiely Almeida (Maranhão) foi concorrente do Miss Universo Maranhão em 2019.
- Victória Weitzel (Minas Gerais) ficou em 1º lugar no Miss Universo Minas Gerais 2017.
- Raquel Albuquerque (Pará) foi a Miss Brasil no Miss Brasil Mundial, em 2024, onde ficou entre as 18 semifinalistas.
- Paula Assunção (Paraná) ficou entre os 11 primeiros no Miss Eco International 2023 e entre as 18 semifinalistas no Miss Planet International 2024.
- Jade Di Lêu (Pernambuco) disputou o Miss Universo Pernambuco 2023 representando a Ilha de Itamaracá.
- Gabriela Lacerda (Piauí) foi vice no Miss Universo Brasil 2021.
- Regiane Meire (Rio Grande do Norte) representou o Brasil no Miss Aura International 2020 e ganhou o prêmio de Melhor Traje Nacional.
- Emanuele Pamplona (Santa Catarina) disputou o Miss Universo Santa Catarina 3 vezes, em 2011 (sem colocação), 2015 (Top 10) e 2017 (2º lugar).
- Esta será a 2ª tentativa de Saiury Carvalho (Sergipe) no Miss Brasil, ela ficou Top 05 na edição 2017.